# Isabella Clara Eugenia de Spania
Isabela Clara Eugenia a Spaniei (n. 12 august 1566 — d. 1 decembrie 1633) a fost fiica lui Filip al II-lea al Spaniei și a celei de a treia soții al acestuia Elisabeta de Valois, fiica lui Henric al II-lea al Franței și a Caterinei de Medici. A devenit guvernatoare a Țărilor de Jos, împreună cu soțul ei, arhiducele Albrecht de Austria în 1601, iar în 1609 a încheiat un armistițiu cu Provinciile Unite ale Țărilor de Jos.

## Tinerețe și familie

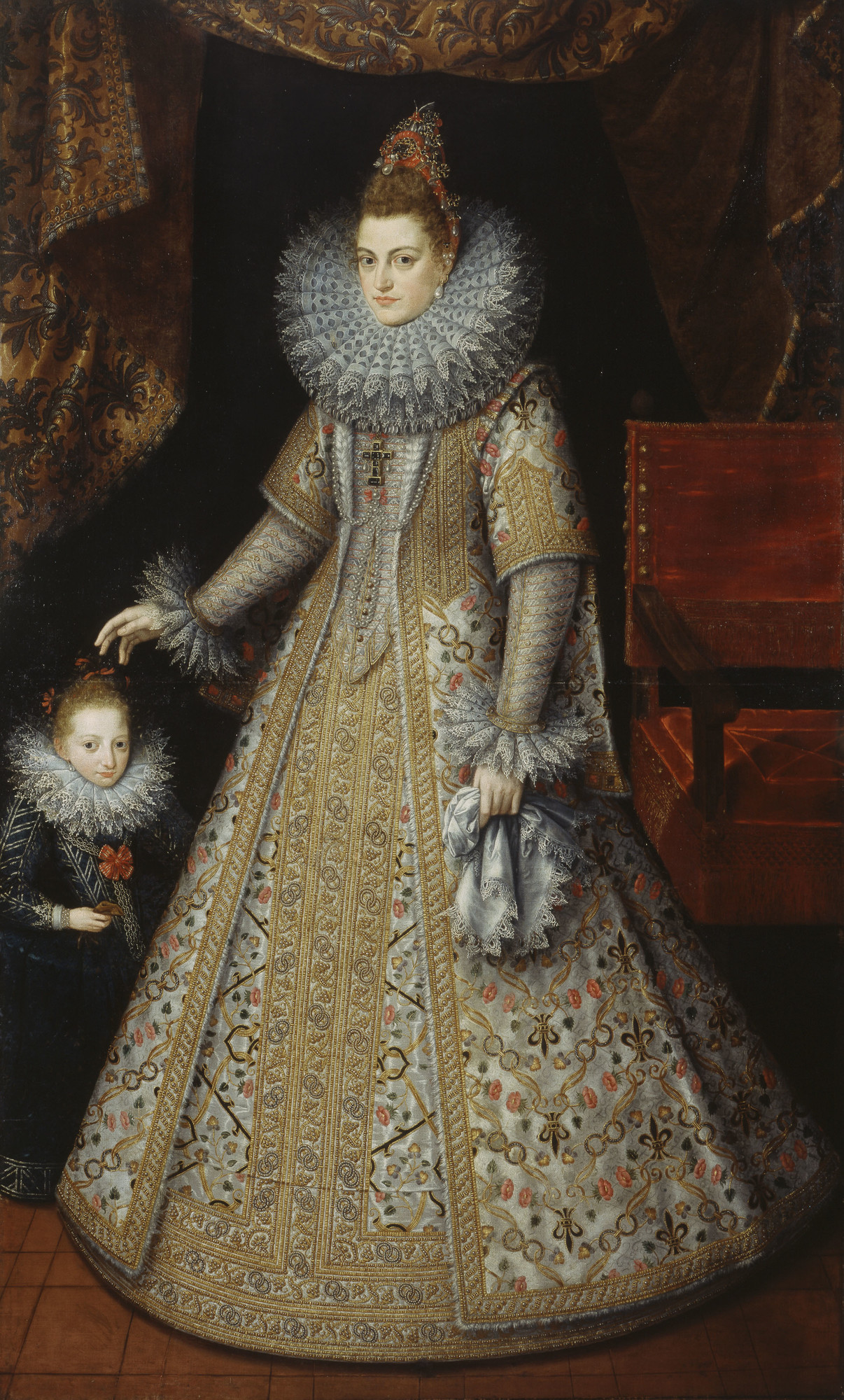
Isabella și piticul ei, c. 1599

Isabella Clara Eugenia de Austria s-a născut la Segovia la 12 august 1566, ca fiica cea mare a regelui Filip al II-lea al Spaniei și a celei de-a treia soții, Elisabeta de Valois. Bunicii paterni au fost împăratul Carol Quintul și Isabella a Portugaliei. Bunicii materni au fost regele Henric al II-lea al Franței și Caterina de Medici.
S-a raportat că tatăl ei, Filip al II-lea, a fost bucuros la nașterea ei și s-a declarat a fi mai fericit decât ar fi fost la nașterea unui fiu. Filip avea deja un moștenitor de sex masculin, Don Carlos al Spaniei, copilul său din prima căsătorie cu Infanta Maria a Portugaliei; totuși, tatăl și fiul nu au dezvoltat o relație strânsă și frecvent au trăit în conflict unul cu celălalt.
Inițial, mama Isabellei, Elisabeta de Valois, a fost logodită cu Don Carlos, însă complicații politice neașteptate au necesitat căsătoria cu Filip. În ciuda diferenței semnificative de vârstă dintre părinții ei, atât Filip cât și Elisabeta au fost foarte atașați unul de celălalt; Filip a stat lângă soția lui chiar și atunci când ea a fost bolnavă de variolă. Isabella Clara Eugenia a avut o soră mai mică cu un an, Catalina Micaela. Mama lor a murit când Isabella Clara avea doi ani, în urma unei complicații de sarcină cu fiul ei nenăscut.
Isabella a crescut împreună cu Infanta Catalina Micaela, iubite de tatăl lor și de mama vitregă, Ana de Austria, cea de-a patra soție a regelui. Filip al II-lea a avut cinci copii cu Ana; toți au murit în copilărie cu excepția moștenitorului Filip al III-lea al Spaniei.
Isabella a fost singura persoană căreia Filip i-a permis să-l ajute în muncă, sortând hârtiile și traducând pentru el documente din italiană în spaniolă. Isabella a rămas apropiată de tatăl ei până la decesul acestuia, la 13 septembrie 1598.

## Căsătorie

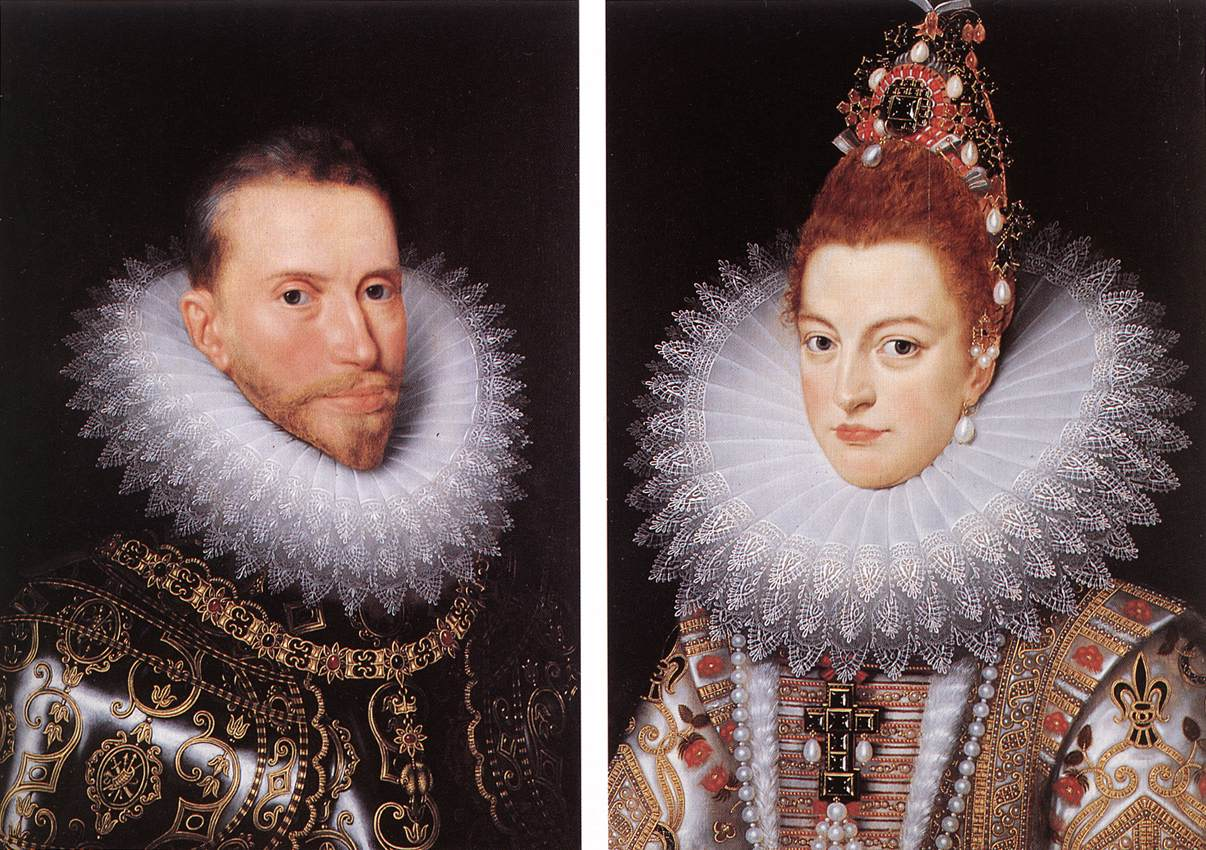
Portrete ale Infantei Isabellei și a soțului ei, Arhiducele Albert, de un anonim al secolului al XVII-lea după originalele lui Frans Pourbus cel Tânăr.

Încă din 1568, de la vârsta de doi ani, a fost promisă lui Rudolf al II-lea, Împărat Roman (18 iulie 1552 – 20 ianuarie 1612), fiul împăratului Maximilian al II-lea și a Mariei a Spaniei. Împărăteasa Maria era mătușa Isabellei, fiind fiica lui Carol Quintul. Isabella a așteptat mai mult de 20 de ani înainte ca excentricul Rudolf să declare că el nu are nici o intenție să se căsătorească cu cineva.
După ce unchiul ei, Henric al III-lea al Franței, a fost asasinat de către tânărul călugăr fanatic Jacques Clément, la 2 august 1589, Filip al II-lea a pretins coroana franceză în numele Isabellei. Totuși Isabella nu avea drept la succesiune deoarece în Franța Legea Salică interzicea femeilor ascensiunea la tron iar mama Isabellei oricum semnase un document prin care ceda drepturile sale asupra coroanei franceze odată cu căsătoria cu Filip al II-lea al Spaniei. Cu toate acestea, Parlamentul din Paris a dat verdictul că Isabella Clara Eugenia este "suveranul legitim" al Franței. Liderul hughenoților, Henric de Navara, regele de drept prin legile tradiționale franceze, în cele din urmă s-a convertit la catolicism și a fost încoronat în 1594.
Tatăl Isabellei a decis să-i cedeze Țările de Jos Spaniole cu condiția să se mărite cu verișorul ei, 
Arhiducele Albert de Austria. Ei au domnit peste Țările de Jos în comun ca duce/conte și ducesă/contesă. Urmau să fie succedați de către urmașii lor, cu preferință pentru urmașii pe linie masculină iar pentru urmașa pe linie feminină acesta trebuia să se căsătorească cu regele Spaniei sau cu o persoană aleasă de regele Spaniei. De asemenea, era prevăzut ca în cazul în care cuplul nu va avea copii, Țările de Jos să revină regelui Spaniei la moartea unuia dintre soți.
La 18 aprilie 1599, la vârsta de 33 de ani, ea s-a căsătorit cu Albert, fratele mai mic al fostului logodnic Rudolf al II-lea. Isabella a născut trei copii: Arhiducele Filip (n. 21 octombrie 1605), Arhiducele Albert (n. 27 ianuarie 1607) și Arhiducesa Anna Mauritia; totuși toți trei au murit în copilărie.